# Trochlearisparese
Die Trochlearisparese ist eine Läsion des Nervus trochlearis, des IV. Hirnnerven. Die Folge ist eine Lähmung des Musculus obliquus superior, des schrägen, oberen Augenmuskels. Er wird durch den N. trochlearis ausschließlich mit motorischen Fasern innerviert. Eine Trochlearisparese kann partiell oder vollständig, einseitig oder beidseitig auftreten.

## Symptomatik
Primär besteht ein Funktionsverlust des betroffenen Muskels mit entsprechender Schielstellung und Vergrößerung der Abweichung bei Blick in Muskelzugrichtung (Inkomitanz). Der M. obliquus superior erfüllt in Abhängigkeit von der jeweiligen Blickrichtung des Auges und bedingt durch seinen anatomischen Verlauf drei unterschiedliche Funktionen: eine senkende (Infraduktion), eine innenrollende (Inzykloduktion) und eine außenwendende (Abduktion). Ein Funktionsverlust bedeutet demnach, dass blickrichtungsabhängig ein Höherstand, eine Verrollung zur Schläfe (außen) und eine Schielabweichung in Richtung der Nase (innen), ggf. mit zusätzlicher V-Symptomatik bei Auf- und Abblick, besteht. Entsprechend treten Doppelbilder auf, die analog der Deviation horizontal, vertikal und verkippt wahrgenommen werden.
In dieser Situation ist der Patient in der Regel bemüht, durch Einnahme einer kompensatorischen Kopfzwangshaltung die störenden Doppelbilder zu beseitigen und binokulares Einfachsehen zu erlangen. Eine entsprechende Kompensation besteht häufig in der Neigung des Kopfes zur gesunden Seite. Neigt man den Kopf hingegen zur kranken Seite, wird ein auffälliger Höherstand des befallenen Auges sichtbar. Dieses Phänomen bezeichnet man auch als Bielschowsky-Phänomen.
Ein weiteres, klassisches Symptom für eine Parese findet sich in der Unterscheidung zwischen Primär- und Sekundärschielwinkel. Unter Primärwinkel versteht man die gemessene Schielabweichung bei Fixation mit dem gesunden Auge, unter Sekundärwinkel diejenige, die bei Fixation mit dem betroffenen Auge gemessen wird. Bei einem Lähmungsschielen ist nach dem Heringschen Gesetz der seitengleichen Innervation der Sekundärwinkel immer größer als der Primärwinkel.
Bei beidseitig auftretenden Trochlearisparesen ist es durchaus möglich, dass bei Blick geradeaus in die Ferne (Primärposition) und bei Blickhebung eine auffällige Schielabweichung fehlt und nur bei Blick nach rechts oder links zu Tage tritt. Gleichwohl klagen Patienten in allen Blickrichtungen über Sehstörungen, da es bei Ausfall der einwärts rollenden Wirkung zu einem sich summierenden Verrollungsschielen nach außen (Exzyklotropie) kommt.

## Ursachen
Häufige Ursache einer Trochlearisparese sind Schädel-Hirn-Verletzungen, Aneurysmen, Tumore, Mikroangiopathien oder Schlaganfälle, aber auch Entzündungsprozesse. Da der N. trochlearis als einziger Hirnnerv vollständig kreuzt, werden die beiden Trochlearisnerven an der Kreuzungsstelle auf der Rückseite des Hirnstammes unterhalb der Vierhügelplatte besonders häufig bei Schädeltraumen in Mitleidenschaft gezogen. Weiter gibt es angeborene und frühkindlich erworbene Trochlearisparesen, die jedoch eine andere Symptomatik aufweisen.

## Diagnostik
Wie bei allen neurologischen Störungen liegt die Behandlung nach Klärung der Ursache zunächst in erster Linie in der Hand eines Neurologen. 
Die strabologische Diagnostik, durchgeführt durch eine Orthoptistin bzw. Augenarzt, besteht in der genauen Messung der Schielwinkel in verschiedenen Blickrichtungen und bei unterschiedlicher Fixation, in der Beurteilung der monokularen Exkursionsfähigkeit(en), des Feldes binokularen Einfachsehens und der eingenommenen Kopfzwangshaltung. Hierfür eignen sich als apparative Untersuchungsumgebung das Synoptometer, bei Freiraumuntersuchungen die so genannte Tangententafel nach Harms in Kombination mit einem Dunkelrotglasfilter.

Eine weitere diagnostische Abklärung bringt der sogenannte Bielschowsky-Kopfneigetest. Hier wird bei Neigung des Kopfes zur befallenen Seite ein deutlicher Höherstand des paretischen Auges sichtbar, bei Neigung zur gesunden Seite jedoch bleibt eine Schielabweichung aus bzw. ist stark reduziert. Dieses Phänomen wird mit Ausgleichsinnervationen der geraden Vertikalmotoren aufgrund der physiologischen Gegenrollung und der fehlenden einwärtsrollenden Wirkung des M. obliquus superior erklärt.

## Therapie
Je nach Ausmaß der Schielabweichung kann man ggf. mit Prismengläsern eine relative Verbesserung der Situation erreichen. Sollte sich nach Ablauf von etwa 6–9 Monaten keine zufriedenstellende Rückbildung der Lähmung eingestellt haben, kann eine zusätzliche Schieloperation zur Reduzierung der Zyklotropie und Kopfzwangshaltung indiziert sein. Art und Umfang hängen von den jeweiligen Befunden ab. Als wirksam haben sich muskelstärkende Eingriffe mittels Vorlagerung oder Faltung des betroffenen M. obliquus superior erwiesen, ebenso die den gleichseitigen M. obliquus inferior schwächende Rücklagerung oder Tenotomie. Auch eine Botulinumtoxin-Behandlung zur Schwächung des antagonistischen Muskels ist möglich.
Eine Intervention an den geraden Vertikalmotoren empfiehlt sich weniger, da hier offenbar fast ausschließlich die Vertikaldeviationen verbessert werden und die rotatorischen Komponenten zu wenig Berücksichtigung finden.

## Differentialdiagnose
- Eine – insbesondere angeborene – Trochlearisparese ist immer abzugrenzen von einem nichtparetischen, konkomitierenden oder dekompensierten Strabismus sursoadductorius.
- Des Weiteren sollte bei posttraumatischen Störungen des M. obliquus superior auch eine Verletzung der Trochlea in Betracht gezogen werden.
- Bei der Beurteilung der eingenommenen Kopfzwangshaltung sollte ggf. ein Torticollis spasticus ausgeschlossen sein.
- Ein dissoziiertes Höhenschielen ist ebenfalls mittels geeigneter Untersuchung auszuschließen.